# Zlaté maliny za rok 1991
Zlaté maliny za rok 1991 byly udělovány 29. března 1992 v Hollywood Roosevelt Hotel v Kalifornii k uctění nejhorších filmů roku. Nejvíce nominací získal film Chladný jako led, celkem 7.

## Nominace
| Kategorie                         | Nominace (vítěz tučně)                                                                                     |
| --------------------------------- | --- |
| Nejhorší film                     | Hudson Hawk (TriStar)                                                                                      |
| Nejhorší film                     | Chladný jako led (Universal)                                                                               |
| Nejhorší film                     | Dice Rules (Seven Arts/20th Century Fox)                                                                   |
| Nejhorší film                     | Nic než trable (Warner Bros.)                                                                              |
| Nejhorší film                     | Návrat do Modré laguny (Columbia)                                                                          |
| Nejhorší herec                    | Kevin Costner za film Robin Hood: Král zbrojníků v roli Robina Hooda                                       |
| Nejhorší herec                    | Andrew Dice Clay za film Dice Rules                                                                        |
| Nejhorší herec                    | Sylvester Stallone za film Oskar v roli Angela Provoloneho                                                 |
| Nejhorší herec                    | Vanilla Ice za film Chladný jako led v roli Johnnyho Van Owena                                             |
| Nejhorší herec                    | Bruce Willis za film Hudson Hawk v roli Eddieho Hawkinse                                                   |
| Nejhorší herečka                  | Sean Young za film Polibek před smrtí za roli Ellen Carlsson                                               |
| Nejhorší herečka                  | Kim Basinger za film Muž na ženění v roli Vicki Anderson                                                   |
| Nejhorší herečka                  | Sally Fieldová za film Bez dcerky neodejdu v roli Betty Mahmoody                                           |
| Nejhorší herečka                  | Madonna za film S Madonnou v posteli                                                                       |
| Nejhorší herečka                  | Demi Moore za filmy Řezníkova žena a Nic než trable v roli Mariny Lemke a Diane Lightson                   |
| Nejhorší herec ve vedlejší roli   | Dan Aykroyd za film Nic než trable v roli Shire Alvina Valkenheisera                                       |
| Nejhorší herec ve vedlejší roli   | Richard E. Grant za film Hudson Hawk v roli Darwina Mayflowera                                             |
| Nejhorší herec ve vedlejší roli   | Anthony Quinn za film Gangsteři v roli Dona Giuseppe Masseria                                              |
| Nejhorší herec ve vedlejší roli   | Christian Slater za filmy Gangsteři a Robin Hood: Král zbojníků v roli Lucky Luciana a Willa Scarleta      |
| Nejhorší herec ve vedlejší roli   | John Travolta za film Křík v roli Jacka Cabeho                                                             |
| Nejhorší herečka ve vedlejší roli | Sean Young za film Polibek před smrtí za roli Dorothy Carlsson                                             |
| Nejhorší herečka ve vedlejší roli | Sandra Bernhard za film Hudson Hawk v roli Minervy Mayflower                                               |
| Nejhorší herečka ve vedlejší roli | John Candy za film Nic než trable v roli Eldony                                                            |
| Nejhorší herečka ve vedlejší roli | Julia Roberts za film Hook v roli Zvonilky                                                                 |
| Nejhorší herečka ve vedlejší roli | Marisa Tomei za film Oskar v roli Lisy Provolone                                                           |
| Nejhorší režie                    | Michael Lehmann za film Hudson Hawk                                                                        |
| Nejhorší režie                    | Dan Aykroyd za film Nic než trable                                                                         |
| Nejhorší režie                    | William A. Graham za film Návrat do Modré laguny                                                           |
| Nejhorší režie                    | David Kellogg za film Chladný jak led                                                                      |
| Nejhorší režie                    | John Landis za film Oskar                                                                                  |
| Nejhorší scénář                   | Steven E. de Souza, Daniel Waters (příběh Bruce Willis a Robert Kraft) za film Hudson Hawk                 |
| Nejhorší scénář                   | David Stenn za film Chladný jak led                                                                        |
| Nejhorší scénář                   | Lenny Schulman za film Dice Rules                                                                          |
| Nejhorší scénář                   | Dan Aykroyd (příběh Peter Aykroyd) za film Nic než trable                                                  |
| Nejhorší scénář                   | Leslie Stevens za film Návrat do Modré laguny                                                              |
| Nejhorší nová hvězda              | Vanilla Ice za film Chladný jako led v roli Johnnyho Van Owena                                             |
| Nejhorší nová hvězda              | Brian Bosworth za film Studený jak kámen roli Joeho Huffa/Johna Stoneho                                    |
| Nejhorší nová hvězda              | Milla Jovovich za film Návrat do Modré laguny v roli Lilli                                                 |
| Nejhorší nová hvězda              | Brian Krause za film Návrat do Modré laguny v roli Richarda                                                |
| Nejhorší nová hvězda              | Kristin Minter za film Chladný jako led v roli Kathy Winslow                                               |
| Nejhorší filmová píseň            | „Addams Groove“ z filmu Addamsova rodina, napsali MC Hammer a Felton C. Pilate II                          |
| Nejhorší filmová píseň            | „Cool as ice“ z filmu Chladný jako led, napsali Vanilla Ice, Gail King a "Princezna"                       |
| Nejhorší filmová píseň            | „Why Was I Born (Freddy's Dead)“ z filmu Freddyho smrt – Poslední noční můra, napsali Iggy Pop a Whitehorn |